# Flightgear
FlightGear eller FlightGear Flight Simulator är en flygsimulator med öppen källkod. Den är licenserad under GNU GPLv2 och finns tillgänglig för flera operativsystem, till exempel Windows, GNU/Linux samt Mac OS X.
Från den officiella webbplatsen går det att ladda ner miljöer omfattande hela världen med ca 20 000 flygplatser och drygt 500 modeller av flygplan, helikoptrar och ballonger (men även några fordon och båtar). Utöver det finns det detaljerade miljöer och flygplanstyper att ladda ned från fristående webbplatser. Det finns även stöd för spel över Internet.

## Flygmekaniska modeller
FlightGear har två inbyggda flygmekaniska modeller, som används för beräkna hur planet rör sig i luften och på marken. De kan även köras separat, och FlightGear har även stöd för externa modeller. Ett flygplans geometriska, mekaniska och aerodynamiska egenskaper modelleras i en XML-fil. Vilken flygmekanisk modell som används varierar från flygplan till flygplan.
- JSBSim använder en modell med flygplanets aerodynamiska och mekaniska egenskaper, beskrivna med tabeller och/eller matematiska funktioner
- YASim som i stället använder de mekaniska egenskaperna tillsammans med de geometriska egenskaperna, men i stället simulerar luftflödet över de olika delarna av flygplanet

Fram till och med version 2.10.0 fanns även UIUC som byggde på LaRCsim, som ursprungligen var utvecklad av NASA. UIUC utgick ifrån de aerodynamiska och mekaniska egenskaperna beskrivna i tabellform och kunde även simulera effekterna av nedisning.

## Kommersiella kopior
Då FlightGear har öppen källkod ger det möjlighet att man kopierar och säljer den, och det finns några sådana som marknadsförs under bland annat namnen Flight Pro Sim och Pro Flight Simulator. Den enda skillnaden mellan dem och FlightGear av version 1.9.1 är priset och att man ändrat namnet. FlightGears utvecklare har inget samarbete med de kommersiella kopiorna och rekommenderar i stället att man laddar ned en nyare version av FlightGear.